# Ace Combat 7: Skies Unknown
Ace Combat 7: Skies Unknown là một game hành động máy bay chiến đấu do hãng Bandai Namco Entertainment đồng phát triển và phát hành cho Microsoft Windows, PlayStation 4 và Xbox One. Đây là tựa game Ace Combat đầu tiên được phát triển trên console thế hệ thứ tám. Phiên bản PlayStation 4 sẽ có các nhiệm vụ độc quyền dành cho PlayStation VR. Phần chơi hai người truyền thống cũng sẽ có mặt trong phiên bản này. Nó đã được tiết lộ tại PlayStation Experience 2015 vào tháng 12 năm 2015. Ban đầu được công bố chỉ dành cho PlayStation 4, về sau hãng mới xác nhận là một bản đa hệ trong một trailer được phát hành vào tháng 1 năm 2017. Trò chơi đóng vai trò như là một phần tiếp theo của Ace Combat 6: Fires of Liberation, và sử dụng Unreal Engine 4. Ban đầu có thông báo rằng trò chơi sẽ được phát hành vào năm 2017, sau bị hoãn lại đến năm 2018.
Ngày phát hành chính thức của game đã được ấn định là ngày 19/1/2019 dành cho 2 hệ máy console PS4 và XBOX One